# رستي شويمر
رستي شويمر (بالإنجليزية: Rusty Schwimmer)‏ هي ممثلة أمريكية، ولدت في 25 أغسطس 1962 بشيكاغو في الولايات المتحدة.

## أعمال

### أفلام
- (1992) رجل الحلوى
- (1993) جيسون يذهب إلى الجحيم الجمعة الأخيرة
- (1997) أميستاد[4]
- (2005) شمال المدينة[5]

### مسلسلات
- آلي مكبيل
- أميريكان داد!
- الملفات الغامضة
- بنات غيلمور
- ربات بيوت يائسات

## وصلات خارجية
- رستي شويمر على موقع IMDb (الإنجليزية)
- رستي شويمر على موقع ألو سيني (الفرنسية)
- رستي شويمر على موقع أول موفي (الإنجليزية)
- رستي شويمر على موقع قاعدة بيانات الأفلام السويدية (السويدية)
- رستي شويمر على موقع قاعدة بيانات الفيلم (الإنجليزية)
- رستي شويمر على موقع كينوبويسك (الروسية)